# Abuna Yemata

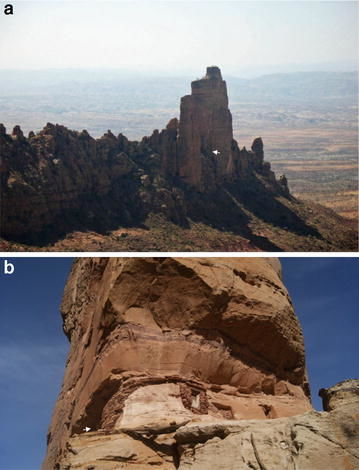
Éperon rocheux où se trouve l'église (a) et "facade" de l'église (b)

Abuna Yemata ou Abuna Yemata Guh est une église située dans le Tigré, en Éthiopie, dans la chaîne du Gheralta, à proximité de Wukro. Elle est connue pour l'état de conservation remarquable de ses fresques ainsi que pour sa relative difficulté d'accès,. Elle est dédiée à Yemata, l'un des Neuf Saints auxquels la première évangélisation de l'Éthiopie et de l'Érythrée est traditionnellement attribuée.

## Histoire

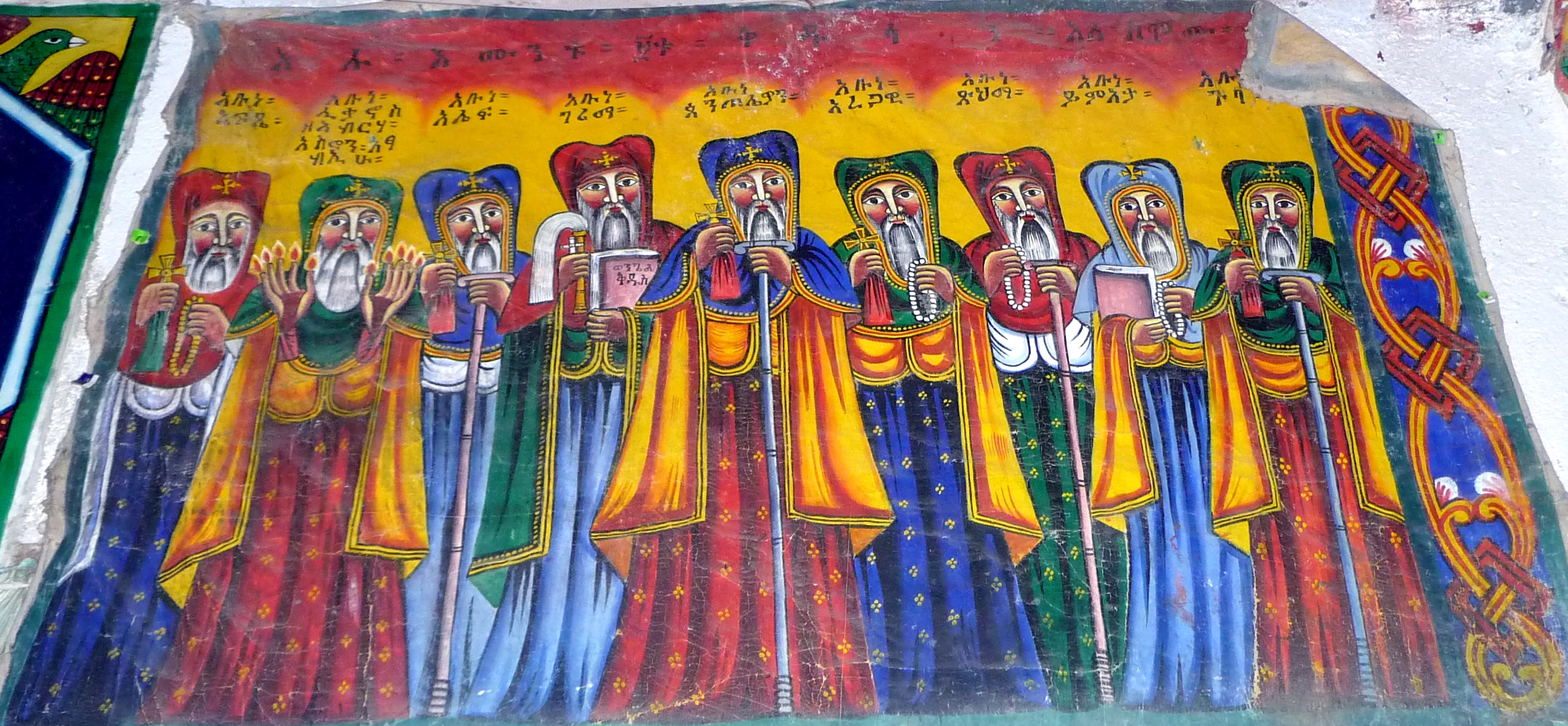
Peinture représentant les Neuf Saints dans le monastère d'Abba Pantaléon, près d'Axoum (Tigré, Éthiopie).

La quasi-totalité de nos connaissances concernant la création de l'église d'Abuna Yemata proviennent de légendes locales donc soumises à caution. Selon celles-ci, l'église aurait été taillée dans son éperon rocheux au VIe siècle à l'initiative de saint Yem'ata lors de l'évangélisation du royaume d'Aksoum, bien que celle-ci ait commencé dès 330 avec la conversion du roi Ezana. Après la mort du saint fondateur, l'église lui aurait été dédiée comme c'est souvent le cas (comme à Saint-Nectaire par exemple).

## Fresques
L'église d'Abuna Yemata est entièrement recouverte de fresques polychromes datant du XVe siècle pour les plus anciennes même s'il est possible qu'il y en ait eu plus tôt. Celles-ci représentent des scènes de la Bible, principalement de l'Ancien Testament mais aussi des saints, des apôtres ou encore les Neuf Saints, terme désignant les saints ayant apporté la chrétienté en Éthiopie et en Érythrée. Grâce à l'air chaud et sec de la région ainsi qu'aux difficultés d'accès, les fresques sont très bien conservées tant au niveau des dessins que des couleurs.

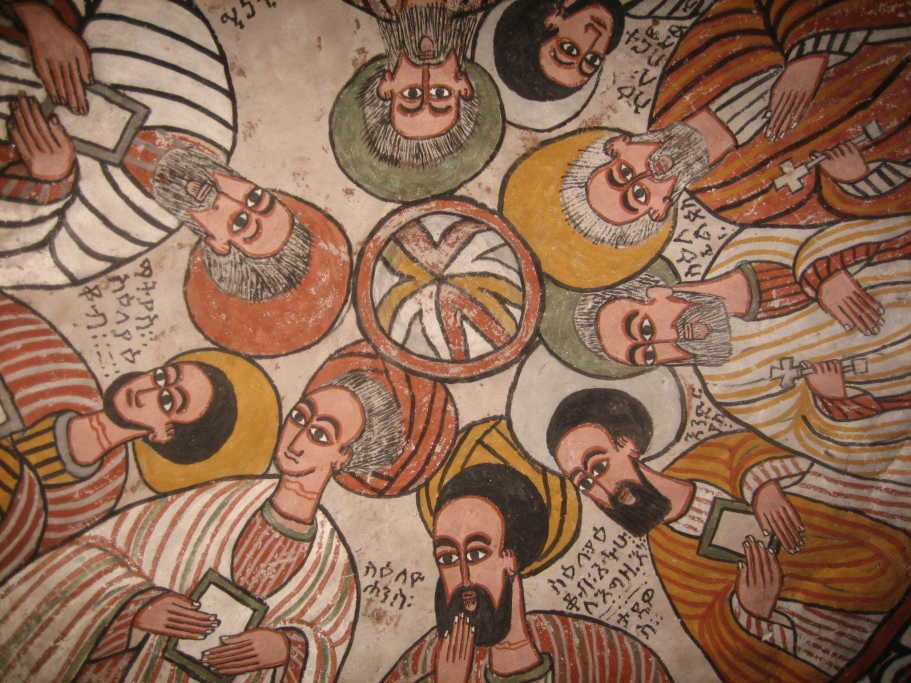
Fresque sur une coupole de l'église